# Jarvis (Metro de Chicago)
Jarvis es una estación en la línea Roja del Metro de Chicago. La estación se encuentra localizada en 1523 West Jarvis Avenue en Chicago, Illinois. La estación Jarvis fue inaugurada el 16 de mayo de 1908.  La Autoridad de Tránsito de Chicago es la encargada por el mantenimiento y administración de la estación. 

## Descripción
La estación Jarvis cuenta con 1 plataforma central y 4 vías. 